# Чемпионат мира по кёрлингу среди смешанных пар 2022 (квалификационный турнир)
Квалификационный турнир к чемпионату мира по кёрлингу среди смешанных пар 2022 (англ. World Mixed Doubles Qualification Event 2022) должен был проводиться с 4 по 9 января 2022 года в городе Форфар (Шотландия) на арене «Forfar Curling Centre». Должны были разыгрываться четыре путёвки для участия в чемпионате мира 2022. Квалификационный турнир к чемпионатам мира среди смешанных пар в таком формате должен был проводиться во второй раз.
8 декабря 2021 Всемирная федерация кёрлинга объявила, что принято решение отменить турнир в связи с ограничениями на передвижения между странами из-за пандемии COVID-19.
Официальный хештег квалификационного турнира: #WMDQE2022 .
Время начала матчей указано местное (UTC+0).